# Alessandro Casale
Alessandro Casale (Bologna, ... – Vigevano, 16 febbraio 1582) è stato un vescovo cattolico italiano.

## Biografia
Nato a Bologna dal conte Andrea Casale, Cavaliere dell'Ordine Gerosolimitano di San Giovanni e Senatore, Alessandro Casale aveva intrapreso ancora giovane la carriera ecclesiastica, trovandosi a vivere nella seconda città per importanza dello Stato della Chiesa.
Fu eletto due volte alla carica di nunzio apostolico in Spagna, sotto il regno di Filippo II per conto dei pontefici Pio V e Gregorio XIII, venendo successivamente eletto vescovo di Vigevano il 1º luglio 1577.
Giunto nella nuova diocesi, inaugurò un ciclo di visite pastorali ai paesi che componevano il territorio della giurisdizione religiosa, ponendosi anche il linea col concilio di Trento propugnato in Lombardia da San Carlo Borromeo, arcivescovo milanese. In seno a questo sentimento, nel 1570 presenziò al concilio metropolitano tenutosi a Milano.
Durante i suoi anni di episcopati si verificò inoltre un grave problema di ordine interno alla diocesi: nelle città di Mortara e Gambolò, infatti, esistevano due chiese parrocchiali nello stesso paese, che però ricadevano sotto due diocesi differenti, l'una a Vigevano e l'altra a Pavia. Questa controversia venne risolta da Gregorio XIII, ma solo momentaneamente e solo nel 1817 entrambe le parrocchie di ciascuna città vennero affidate alla diocesi di Vigevano ponendo termine alla questione.
Alessandro Casale, inoltre, provvide all'ampliamento del palazzo vescovile di Vigevano, costruendovi un maestoso scalone d'onore, una cappella personale e facendovi realizzare un grande giardino per gli svaghi della corte episcopale.
Morì a Vigevano il 16 febbraio 1582.